# ¿Quién le ha visto morir?
¿Quién le ha visto morir? (en sueco, Ole dole doff) es una película sueca dirigida por Jan Troell estrenada en 1968. La película trata sobre un profesor liberal luchando con las exigencias de enseñar en un aula de niños rebeldes. El guion es de Clas Engström, basada en su propia novela. El film ganó el Oso de oro en el Festival Internacional de Berlín en 1968.

## Reparto
- Per Oscarsson - Sören Mårtensson
- Ann-Marie Gyllenspetz - Anne-Marie
- Kerstin Tidelius - Gunvor Mårtensson
- Bengt Ekerot - Eriksson
- Harriet Forssell - Mrs. Berg
- Per Sjöstrand - Headmaster
- Georg Oddner - Georg
- Catti Edfeldt - Jane
- Bo Malmqvist - Bengt